# Bucephala albeola

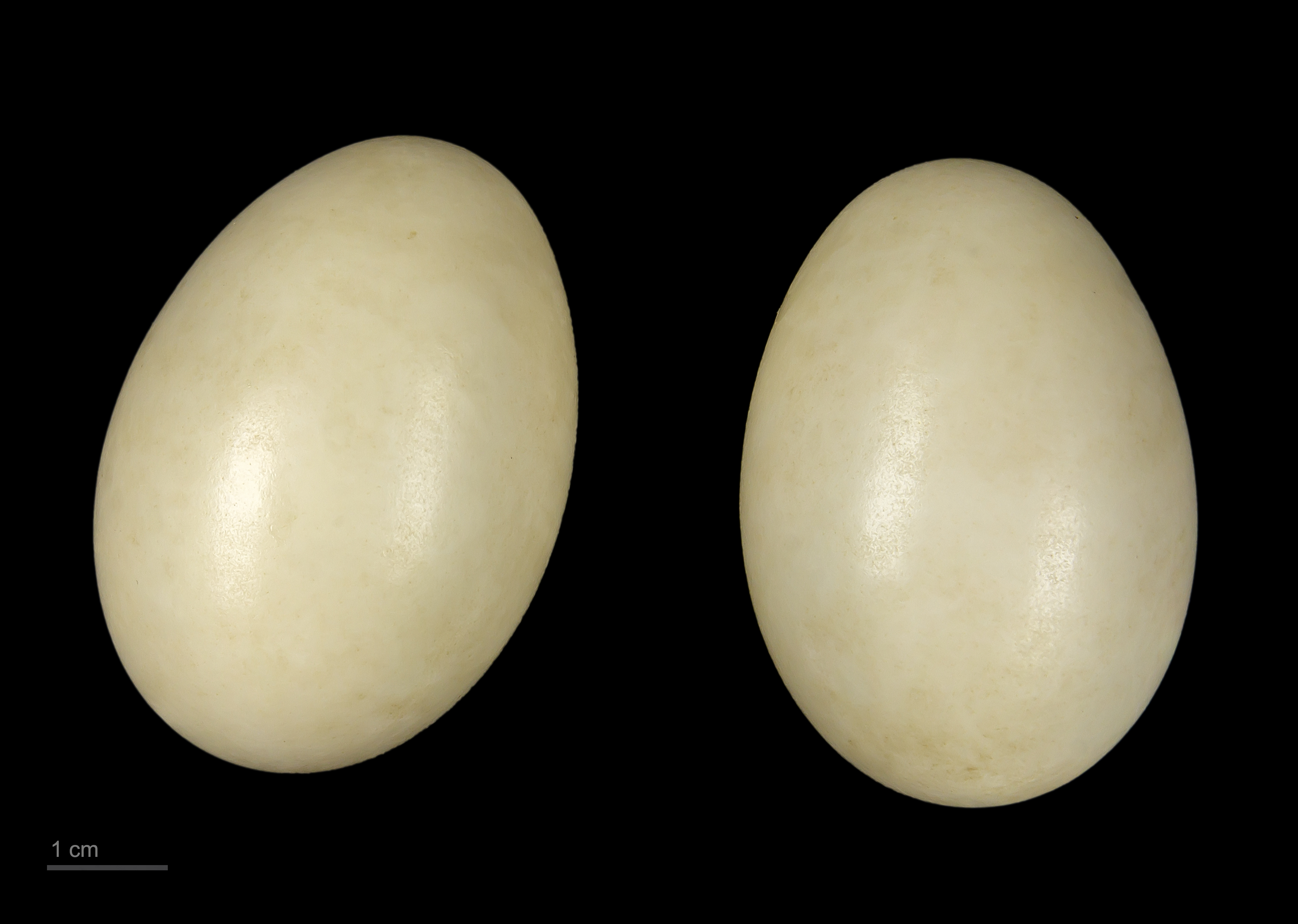
Bucephala albeola

Il quattrocchi minore (Bucephala albeola, Linnaeus 1758) è una piccola anatra marina americana del genere Bucephala.

## Descrizione
Misurano 32–40 cm di lunghezza e pesano 270-550 grammi, con i maschi più grandi delle femmine. Con una media di 35,5 cm di lunghezza e 370 grammi di peso, si contendono con l'Anas crecca il titolo di anatra americana più piccola.

I maschi adulti hanno la testa scura con un grosso cappuccio bianco dietro all'occhio ed un corpo in prevalenza bianco con il dorso nero. Le femmine adulte hanno la testa bruna con una macchia bianca più piccola dietro all'occhio ed un corpo in prevalenza bruno.

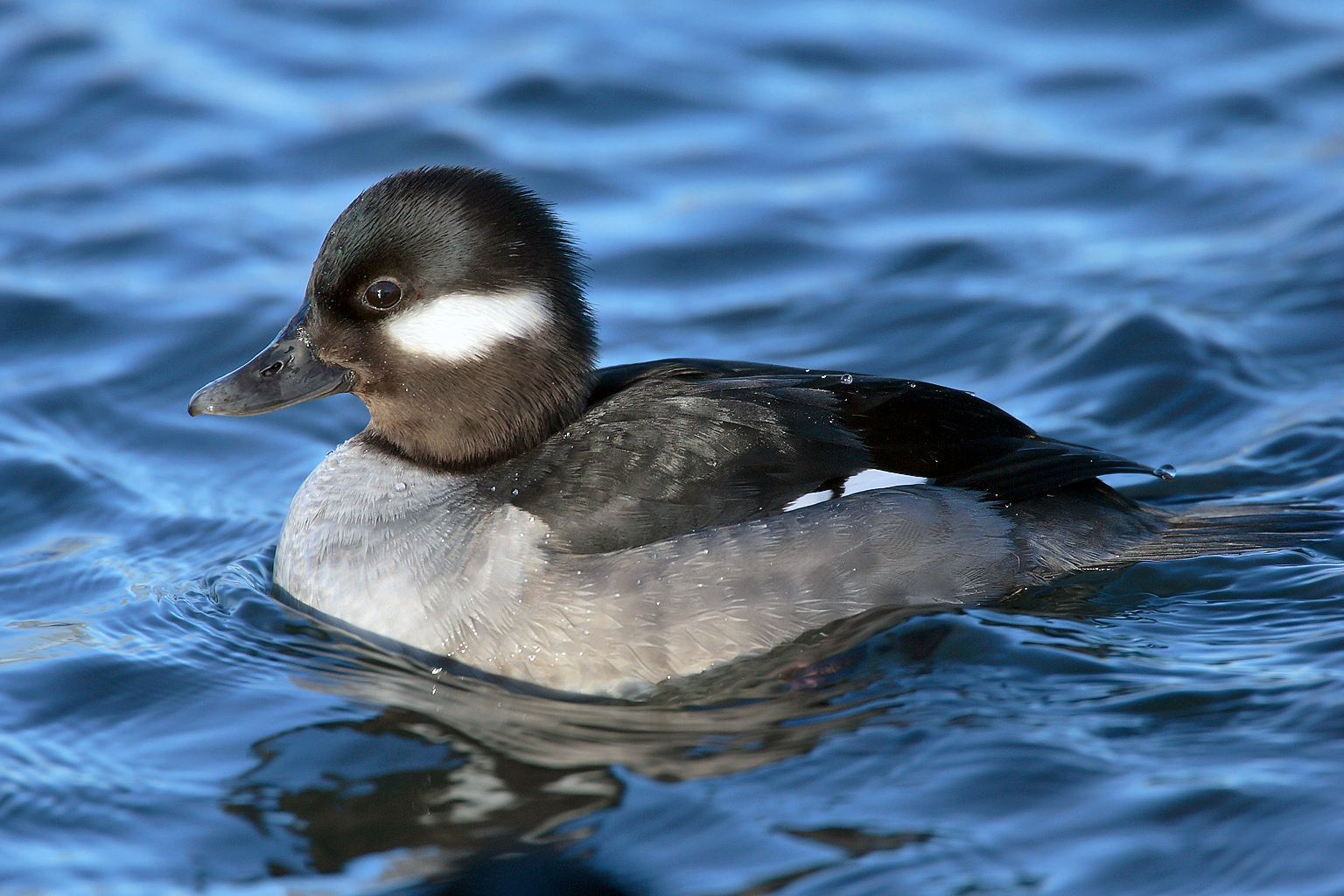
Quattrocchi minore (femmina)

 In inglese viene chiamato Bufflehead (tradotto suona come testa di bisonte) è la combinazione di buffalo (bufalo) e di head (testa), in riferimento alla strana forma bulbosa della testa di questa specie.

## Distribuzione e habitat
Sono migratori e la maggior parte sverna sulle acque costiere riparate o sulle acque continentali aperte della costa orientale e occidentale del Nordamerica e negli Stati Uniti meridionali. I quattrocchi minori sono visitatori estremamente rari dell'Europa occidentale.
Il loro habitat di nidificazione è costituito dai laghi e dagli stagni di foresta dell'Alaska e del Canada, compresi quasi interamente nell'habitat della foresta boreale o taiga.

## Riproduzione
Nidificano nelle cavità degli alberi, usando spesso vecchi nidi di picchio settentrionale o di picchio pileato, occasionalmente a 425 metri dall'acqua. L'uccello azzurro montano (Sialia currucoides), la rondine arboricola (Tachycineta bicolor) e lo storno europeo (Sturnus vulgaris) competono con loro per i nidi ed è stato registrato il caso di una femmina di quattrocchi islandico (Bucephala islandica) che uccise una femmina adulta di quattrocchi minore e la sua nidiata. Preferiscono le cavità più piccole, dal momento che offrono una minore competizione con i quattrocchi più grandi. Una nidiata può variare da 5 a 10 uova. Le uova sono generalmente di circa 36,3 mm di larghezza e 50,6 mm di lunghezza, con un peso in media di circa 37,4 grammi. Il periodo di incubazione varia dai 28 ai 33 giorni, durante i quali la femmina è piuttosto sollecita. In base alle località, possono sopravvivere dal 45% al 5% delle covate, in seguito a fattori come temperatura fredda, pioggia, competitori (per es. svassi o altre anatre) o predatori (come il luccio settentrionale). La femmina abbandona il nido dopo 5 o 6 settimane, e i piccoli mettono le penne tra i 45 e i 55 giorni di età.

## Alimentazione
Questi uccelli tuffatori vanno alla ricerca di cibo sott'acqua. In acque dolci si nutrono soprattutto di insetti e, in acque marine, si nutrono in prevalenza di crostacei e molluschi. In alcuni luoghi anche piante acquatiche e uova di pesce spesso costituiscono un'importante fonte di cibo.

## Conservazione e predatori
I quattrocchi minori non tendono a riunirsi in grandi stormi; i gruppi sono solitamente limitati a pochi individui (meno di 10). I predatori degli adulti comprendono il falcone pellegrino (Falco peregrinus), il gufo delle nevi (Nyctea scandiaca), l'aquila calva (Haliaeetus leucocephalus), il grande gufo cornuto (Bubo virginianus) e il falco di Cooper (Accipiter cooperii). Le femmine possono venire uccise nel nido da mammiferi, come donnole (Mustela spp.) o visoni (Mustela vison), e da altri quattrocchi per la competizione dei nidi.
In Nordamerica ogni anno vengono uccisi dai cacciatori di anatre più di 70.000 teste di bufalo, animali probabilmente cacciati in numero eccessivo, sebbene costituiscano solamente tra l'1 e il 2% della selvaggina da penna acquatica cacciata in Nordamerica. Oltre alla caccia alle anatre, l'incuria ambientale è l'altro maggiore rischio per questo uccello, dal momento che le foreste boreali vengono abbattute sempre di più. Sebbene i quattrocchi minori nidifichino anche in scatole-nido fabbricate dall'uomo, hanno ancora bisogno del loro habitat forestale.